# Hot Frosty
Hot Frosty ist ein US-amerikanisch-kanadischer Spielfilm aus dem Jahr 2024 mit Lacey Chabert und Dustin Milligan, der unter der Regie von Jerry Ciccoritti nach einem Drehbuch von Russell Hainline entstand. Die romantische Komödie wurde am 13. November 2024 auf Netflix veröffentlicht.

## Handlung
Kathy hat vor zwei Jahren ihren Mann Paul durch Krebs verloren. Gemeinsam mit ihrem Mann eröffnete sie den Diner Kathy’s Kafe in Hope Springs, wo zur Weihnachtszeit der jährliche Schneeskulpturen-Wettbewerb stattfindet. Von Mel, die mit Theo ein Bekleidungsgeschäft führt, erhält Kathy einen Schal geschenkt. Nachdem sie einer der Schneeskulpturen diesen Schal umhängt, erwacht die Statue in der Nacht zum Leben. 
Der nur mit einem Schal bekleidete Mann bricht in das Geschäft von Mel ein und zieht sich einige Kleidungsstücke an. Am nächsten Morgen trifft Kathy den für diese Temperaturen spärlich bekleideten Mann, der seinen Namen nicht kennt. Weil sie ihn für verwirrt hält, nimmt sie ihn bei sich im Diner auf und nennt ihn Jack, während ihre Kollegen und Freunde ihn für möglicherweise gefährlich halten. Sheriff Hunter und dessen Stellvertreter nehmen die Ermittlungen um den Einbruch in Mels Geschäft auf.
Jack erzählt Kathy, dass sie ihn zum Leben erweckt hat, Kathy hält das für einen Scherz und bringt ihn wegen Unterkühlung zu einer Ärztin. Diese kann ihnen jedoch nicht weiterhelfen und Kathy nimmt Jack bei sich zu Hause auf. Er gesteht ihr, seine Kleidung bei Mel gestohlen zu haben. Aus dem Fernsehen lernt er schnell die verschiedensten Dinge, unter anderem wie man eine Pizza bäckt. Aufgrund seiner Hilfsbereitschaft gewinnt er rasch einige Freunde in Hope Springs, außerdem erhält er einen Job als Hausmeister an der Schule. 
Gegenüber Mel und Theo gesteht Jack, dass er in deren Geschäft eingebrochen war, und er repariert das zerbrochene Schaufenster, während der Sheriff weiterhin auf der Suche nach dem Täter ist und Jack verdächtigt. Auf Einladung von Jack geht Kathy mit ihm zum Schulball, wo sich die beiden näherkommen.
Sheriff Hunter nimmt Jack schließlich fest, in der Gefängniszelle droht Jack wegen zu hoher Temperaturen zu schmelzen. Die Einwohner von Hope Springs sammeln für Jack ab, um ihn auf Kaution aus dem Gefängnis zu holen. Auch Matthew, der Sohn des Sheriffs, gibt sein Geld für Jack. Von der Solidarität der Gemeinschaft gegenüber Jack beeindruckt lässt der Sheriff Jack wieder frei, die gesammelte Kaution lässt er zurückerstatten. Durch einen Kuss von Kathy verwandelt sich der bisherige Schneemann Jack schließlich in einen Menschen aus Fleisch und Blut und die beiden werden ein Paar.

## Besetzung und Synchronisation
Die deutschsprachige Synchronisation übernahm die EVA Studios Germany GmbH. Dialogregie führte Marius Clarén, der auch das Dialogbuch schrieb.
| Rolle                     | Darsteller           | Synchronsprecher      |
| ------------------------- | -------------------- | --------------------- |
| Kathy Barrett             | Lacey Chabert        | Giuliana Jakobeit     |
| Jack Snowman              | Dustin Milligan      | Johannes Raspe        |
| Dottie                    | Katy Mixon Greer     | Melanie Hinze         |
| Jane Miller               | Lauren Holly         | Daniela Hoffmann      |
| Jan                       | Chrishell Stause     |                       |
| Mel                       | Sherry Miller        | Cornelia Meinhardt    |
| Theo                      | Dan Lett             | Pierre Peters-Arnolds |
| Brendan                   | Matthew Stefiuk      |                       |
| Ethel                     | Helene Lohan Cameron | Marina Erdmann        |
| Mortimer                  | Allan Royal          | Hans Bayer            |
| Nicole                    | Sarah DeSouza-Coelho | Özge Kayalar          |
| Chef Isaac                | Bobby Daniels        | Armin Schlagwein      |
| Sheriff Nathaniel Hunter  | Craig Robinson       | Jan-David Rönfeldt    |
| stellv. Sheriff Ed Schatz | Joe Lo Truglio       | Axel Malzacher        |
| Matthew                   | Shiloh Obasi         | Simon Kunze           |
| Werbesprecher             |                      | Oliver Siebeck        |

## Produktion und Veröffentlichung
Der Film wurde von Muse Entertainment produziert, Produzenten waren Michael Barbuto und Joel S. Rice. Dreharbeiten fanden in der ersten Jahreshälfte 2024 in Ottawa, Brockville und Pakenham in der kanadischen Provinz Ontario statt.
Die Kamera führte Eric Cayla, die Musik schrieb Ari Posner, die Montage verantwortete Julia Blua und das Casting Jonathan Clay Harris und Ilona Smyth. Das Szenenbild gestaltete Lisa Soper und das Kostümbild Maria Livingstone.
Auf Netflix wurde der Film am 13. November 2024 veröffentlicht.

## Musik
- Jingle Bell Rock – Bobby Helms[9]
- Make It Feel Like Christmas – Simon Tellier und Victoria Hills
- Tanz der Zuckerfee – Pjotr Iljitsch Tschaikowski
- Motor City Santa – David Westlake und Nicholas Dover
- Toccata und Fuge d-Moll – Johann Sebastian Bach
- Wonderful Time Of Year – Jeremy Lister
- Oh, Pretty Woman – Roy Orbison
- We Always Had Christmas – Madisyn Gifford
- If I Could Touch The Sky – Jesse Legallais
- Like A Holiday – FaSho
- Jingle Bells – Dennis van Aarssen und Jazz Gents
- feelslikeimfallinginlove – Coldplay

## Rezeption

### Kritiken
Oliver Armknecht bewertete den Film auf film-rezensionen.de mit fünf von zehn Punkten. Der Humor sei nicht sehr einfallsreich, Tiefgang habe der Film sowieso nicht. Aber es sei doch eine amüsante Liebeskomödie draus geworden, die besser sei als so manch anderer Weihnachtsfilm.
derwatchdog.de vergab 2,5 von 5 Sternen. Trotz einiger guter Gags abseits der Hauptgeschichte erweise sich die Produktion als die x-te Variation derselben Zuckerguss-Melancholie, wenngleich als deutlich unterhaltsamere.
Kira Dressler meinte auf mads.de, dass der Film trotz einiger Überspitzungen und einer vorhersehbaren Handlung überzeugen könne und sich als gemütlicher Streifen in der Vorweihnachtszeit, um in besinnliche Stimmung zu kommen, eigne.

### Abrufe
Der Film stieg am 14. November 2024 auf Platz eins der deutschen Netflix-Charts ein.